# Rattus baoshanensis
Rattus baoshanensis — вид ссавців-гризунів з родини мишевих (Muridae). Голотип: правий моляр M1; паратипи: 180 молярів (50 M1, 19 M2, 5 M3, 66 m1, 29 m2, 11 m3). Стратиграфічне та географічне поширення: пізній пліоцен, формація Яньї, Китай. Горбки більш цибулинні, ніж типові види Rattus, такі як R. norvegicus. Долини між горбками глибокі.